# Marco Zoro
Marco-André Zoro Kpolo (ur. 27 grudnia 1983 w Abidżanie) – piłkarz z Wybrzeża Kości Słoniowej występujący na pozycji obrońcy, reprezentant kraju. Od 2013 roku jest zawodnikiem klubu OFI 1925.

## Kariera klubowa
Zoro rozpoczynał swoją karierę piłkarską po przenosinach z ojczyzny do Włoch, gdzie występował od 1998 w klubie Salernitana Sport z Salerno. W 1999 zadebiutował w Serie B, zaś w 2003 przeniósł się do FC Messina, z którą awansował w 2004 do Serie A. 27 października 2005, w meczu przeciwko Interowi Mediolan Zoro stał się obiektem rasistowskich ataków kibiców Interu, przez co chciał opuścić boisko. Został jednak przekonany przez piłkarzy obydwu drużyn do pozostania. Incydent ten wywołał we Włoszech dyskusję na temat rasizmu na stadionach i spowodował zainicjowanie licznych akcji antyrasistowskich. W 2006 Zoro spadł z klubem z Messyny do Serie B.
Latem 2007 Zoro podpisał czteroletni kontrakt z Benficą Lizbona. Z Benfiki był wypożyczony do Vitórii Setúbal (2009-2010), a w 2011 roku do Universitatei Craiova.
30 stycznia 2012 roku Zoro podpisał 1.5–letni kontrakt z SCO Angers. W 2013 roku przeszedł do OFI 1925.
| Sezon   | Klub                         | Kraj       | Rozgrywki   | Mecze | Bramki | Rozgrywki Europy | Mecze | Bramki |
| ------- | ---------------------------- | ---------- | ----------- | ----- | ------ | ---------------- | ----- | ------ |
| 1999/00 | Salernitana Sport            | Włochy     | Serie B     | ?     | ?      | -                | -     | -      |
| 2000/01 | Salernitana Sport            | Włochy     | Serie B     | ?     | ?      | -                | -     | -      |
| 2001/02 | Salernitana Sport            | Włochy     | Serie B     | ?     | ?      | -                | -     | -      |
| 2002/03 | Salernitana Sport            | Włochy     | Serie B     | 14    | 1      | -                | -     | -      |
| 2002/03 | FC Messina                   | Włochy     | Serie B     | 11    | 0      | -                | -     | -      |
| 2003/04 | FC Messina                   | Włochy     | Serie B     | 32    | 2      | -                | -     | -      |
| 2004/05 | FC Messina                   | Włochy     | Serie A     | 30    | 0      | -                | -     | -      |
| 2005/06 | FC Messina                   | Włochy     | Serie A     | 22    | 2      | -                | -     | -      |
| 2006/07 | FC Messina                   | Włochy     | Serie A     | 21    | 1      | -                | -     | -      |
| 2007/08 | SL Benfica                   | Portugalia | Liga Sagres | 2     | 1      | Liga Europy UEFA | 1     | 0      |
| 2008/09 | SL Benfica                   | Portugalia | Liga Sagres | 0     | 0      | -                | -     | -      |
| 2008/09 | Vitória Setúbal (wyp.)       | Portugalia | Liga Sagres | 10    | 0      | -                | -     | -      |
| 2009/10 | Vitória Setúbal (wyp.)       | Portugalia | Liga Sagres | 20    | 0      | -                | -     | -      |
| 2010/11 | SL Benfica                   | Portugalia | Liga Sagres | 0     | 0      | -                | -     | -      |
| 2010/11 | Universitatea Craiova (wyp.) | Rumunia    | Divizia A   | 14    | 0      | -                | -     | -      |
| 2011/12 | Angers                       | Francja    | Ligue 2     | 11    | 1      | -                | -     | -      |
| 2012/13 | Angers                       | Francja    | Ligue 2     | 8     | 1      | -                | -     | -      |

Stan na: 17 stycznia 2013 r.

## Kariera reprezentacyjna
W reprezentacji Wybrzeża Kości Słoniowej Zoro zadebiutował 11 lutego 2003 w meczu z Kamerunem. Do tej pory rozegrał w kadrze 13 meczów. Znalazł się w kadrze na Puchar Narodów Afryki 2006, w którym drużyna zajęła 2. miejsce oraz na Mistrzostwa Świata 2006 w Niemczech, z których odpadła już po fazie grupowej.